# Muhsin Ertuğrul

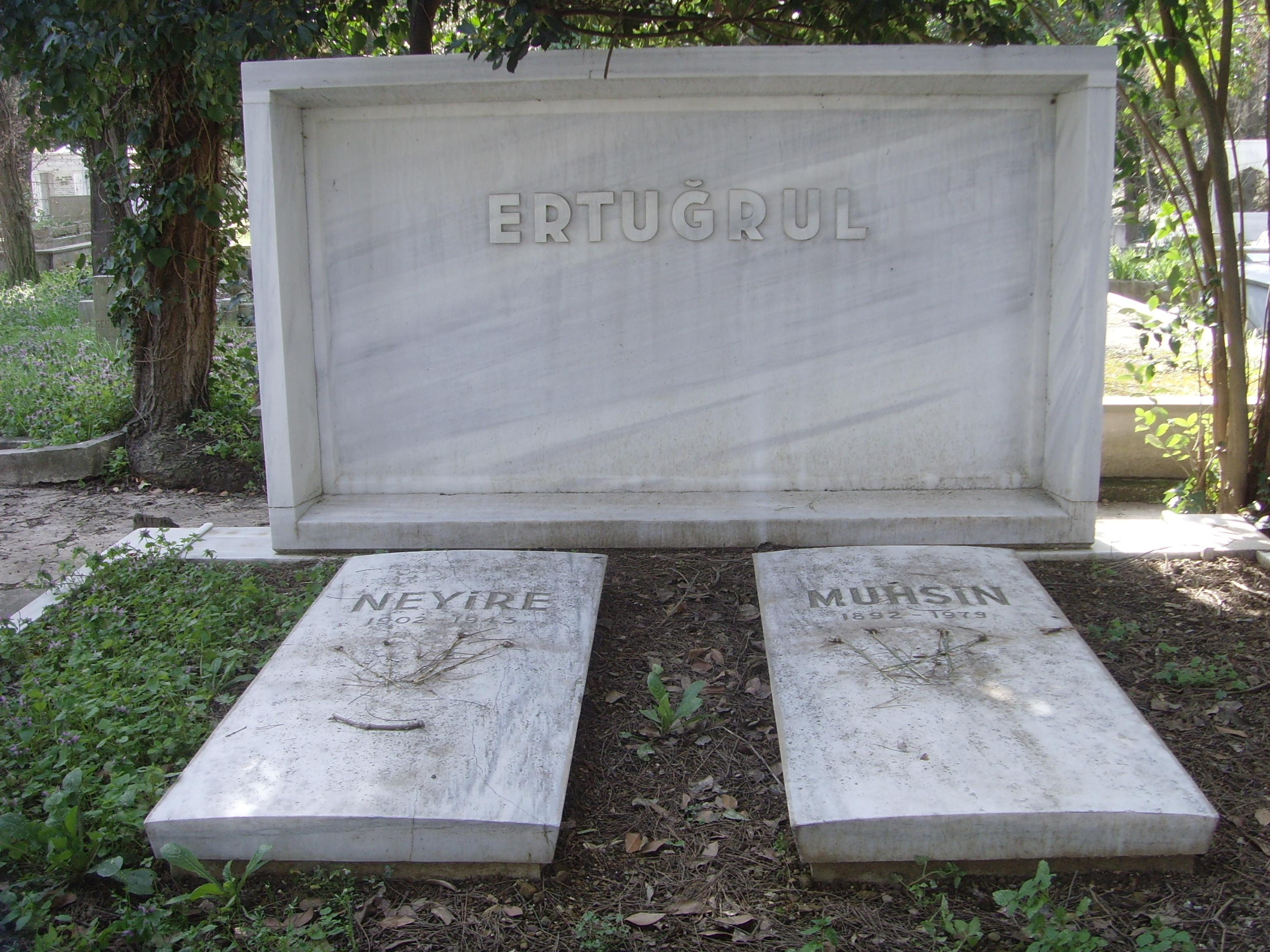
Grabstätte Ertuğruls

Muhsin Ertuğrul (* 7. März 1892 in Konstantinopel; † 29. April 1979 in Izmir), auch  Ertuğrul Muhsin Bey oder Ertugrul Moussin-Bey, war ein türkischer Schauspieler und Regisseur. Er gilt als ein bedeutender Künstler sowohl des türkischen Theaters als auch des türkischen Films und als zentrale Gründungsfigur des türkischen Kinos. 

## Leben
Ertuğrul arbeitete künstlerisch im Berlin der 1910er und 1920er Jahre. Er war Assistent an Max Reinhardts Theater Volksbühne und in kleinen Rollen als Schauspieler im Film engagiert, so unter F. W. Murnau und neben Hans Albers. Später war er auch Filmregisseur mit eigener Produktionsfirma. 1920 realisierte Ertuğrul die Karl-May-Verfilmung Die Teufelsanbeter mit Bela Lugosi. Eine weitere deutsche Produktion als Regisseur war der Stummfilm Das Fest der schwarzen Tulpe, den er gemeinsam mit Marie Luise Droop inszenierte.
Zu Ertuğruls türkischen Filmwerk gehört Bir Millet Uyanıyor (1932) über den türkischen Befreiungskrieg, in dem der türkische Staatsgründer Mustafa Kemal Atatürk eine Nebenrolle spielte.

## Preise
- 1932 Goethe-Medaille
- 1971 Staatliches Kulturgeschenk Der Republik Türkei